# TV Patrol Chavacano
TV Patrol Chavacano era un programa televisivo que emitía noticias locales de la Península de Zamboanga, en Filipinas, producido por la cadena filipina ABS-CBN Regional Network Group. El programa se difundía en criollo chabacano, una lengua asiática basada en el idioma español y, junto a la zona indicada, también alcanzaba las antiguas provincias del oeste de Mindanao (Basilan, Sulu y Tawi-Tawi). El programa se grababa en los estudios DXLL-TV con transmisión simultánea por TV-10 Jolo.

## Características
La principal característica de este programa es que es el único de la serie TV Patrol que emite en criollo chabacano, una lengua minoritaria pero que se mantiene y expande en la región de Zamboanga, donde tiene status oficial, y por la que luchan sus hablantes.
Los jóvenes profesionales que lo presentan actualmente son Jewel Reyes y Antonio Noning.

## Historia
En un comienzo el programa se denominaba "TV Patrol Zamboanga" y estaba presentado por Irene Covarrubias y Roland Ramos, con una sección final llamada El Refran del Dia (“El refrán del día” en español) en la cual se introducían citas, refranes o expresiones en  chabacano que se traducían al inglés.
Otro de sus presentadores, y encargado de su sección editorial, ha sido Reynerio Candido.
En 1997 Roland Ramos fue sustituido por Butch Bustamante y en 1999 Jennifer Villanueva sustituyó a Irene Cobarrubias.
Finalmente Butch Bustamante y Reynerio Candido dejaron la cadena para incorporarse al Ayuntamiento de Zamboanga.
En el año 2005 el programa fue rebautizado como "TV Patrol Chavacano" y un año después su cara femenina (Jennifer Villanueva) fue sustituida por Jewel Reyes, a la cual se unió  durante un corto periodo de 2014 Darla Laude.
El 12 de enero de 2015 el noticiero celebró su 20 aniversario, incluyendo esta cifra en su distintivo.
En la actualidad lo presentan Jewel Reyes y Antonio Noning.
El noticiero transmitió su episodio final el 28 de agosto de 2020 como resultado de los recortes después de que el Congreso de Filipinas rechazara los proyectos de ley para la renovación de la franquicia de ABS-CBN.

## Área de cobertura
- Zamboanga
- Ipil y Zamboanga Sibugay
- Isabela City y Basilan
- Jolo y Sulu
- Bongao y Tawi-Tawi

## Apartados
- Na Encabesamiento del Maga Noticias
- Ronda Patrol
- Star Patrol
- Asunto
- La condición del Tiempo
- Tiangge Patrol

### Apartados antiguos
- Hoy Gising!
- Editorial
- El Refrán del Día
- Bantay Bata 163
- Sports Patrol